# 埃爾卡門 (聖克魯斯省)
埃爾卡門（西班牙語：El Carmen）是玻利維亞中部聖克魯斯省安德烈斯·伊瓦涅斯县的城鎮。海拔高度449米，受熱帶氣候影響，每年平均降雨量約1,050毫米，2012年人口39,411。